# مقاطعة بانديرا (تكساس)
مقاطعة بانديرا (بالإنجليزية: Bandera  County)‏ هي إحدى المقاطعات في ولاية تكساس، الولايات المتحدة الأمريكية، يبلغ عدد سكانها 20,485 نسمة طبقا لإحصاء عام 2010 .

موقع المقاطعة في ولاية تكساس